# Leszek Bodzak
Leszek Bodzak (ur. 13 grudnia 1979) – polski producent filmowy.

## Życiorys
Był opowiedzialny za produkcję takich filmów, jak Carte blanche (2015) i Śubuk (2022) Jacka Lusińskiego, Ostatnia rodzina i Żeby nie było śladów (2021) Jana P. Matuszyńskiego, Ciemno, prawie noc (2019) Borysa Lankosza, Boże Ciało (2019) Jana Komasy, Niebezpieczni dżentelmeni (2022) Macieja Kawalskiego, Kos (2023) Pawła Maślony.

## Nagrody i wyróżnienia
Wielokrotnie nagradzany za swój dorobek producencki, m.in. laureat Złotych Lwów za Ostatnią rodzinę i Kosa na Festiwalu Polskich Filmów Fabularnych, Grand Prix Międzynarodowego Festiwalu Filmowego w Szanghaju za Carte blanche, nominowany też za Boże Ciało do Oscara dla najlepszego filmu międzynarodowego. W 2020 roku odznaczony Medalem Prezydenta Miasta Lublin.